# Torre dei Pulci

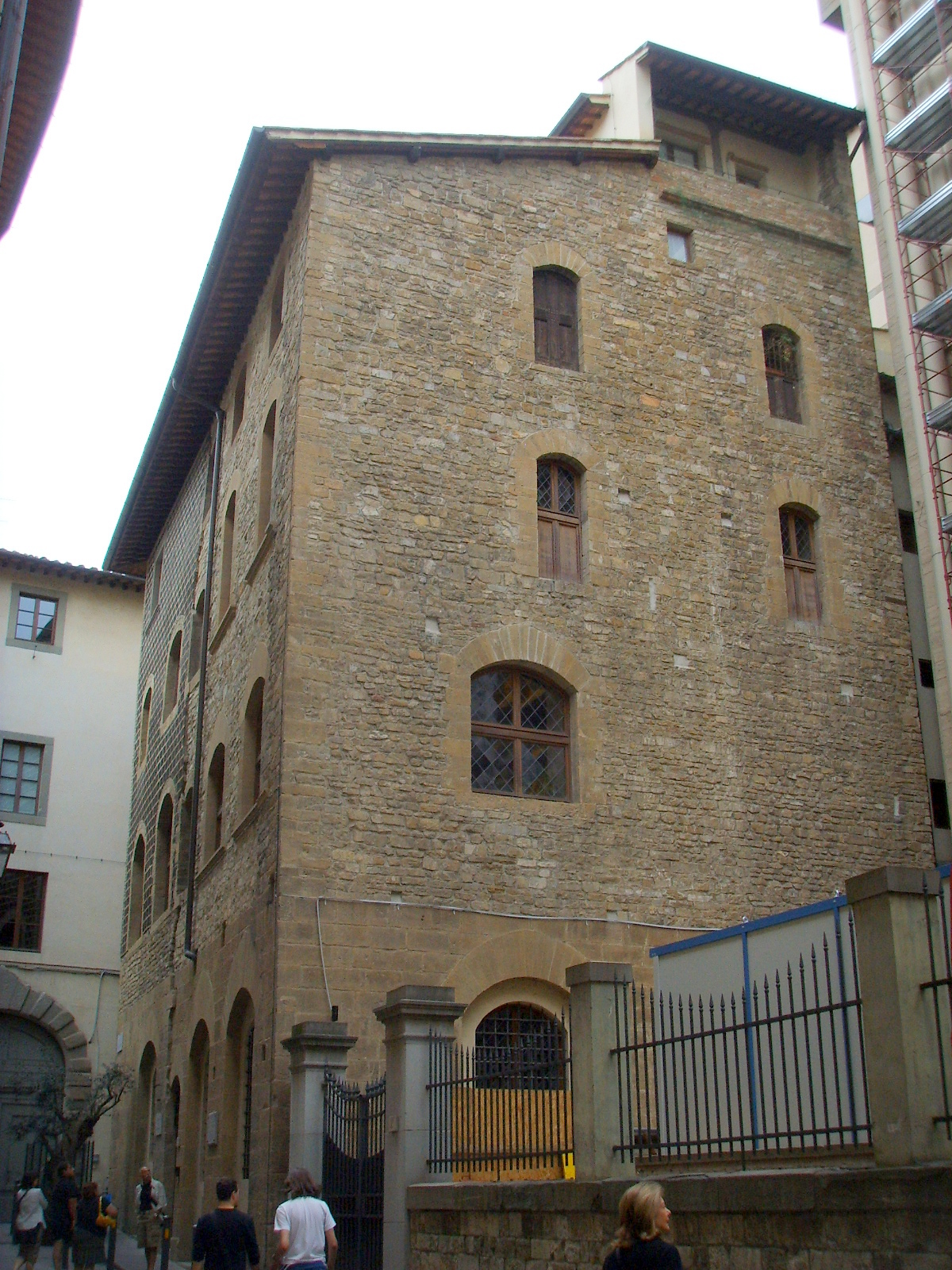
Torre dei Pulci.

La Torre dei Pulci (tour des Pulci en français) est une maison-tour de Florence, Italie. La tour a été la résidence de la famille Pulci au Moyen Âge et à la Renaissance, le poète Luigi Pulci y a vécu.

## Historique
La Torre dei Pulci était originellement une tour défensive qui a été agrandie pour devenir un palazzetto.
C'est depuis 1933 le siège de l'Accademia dei Georgofili. En 1993, la tour a été fortement endommagée par l'attentat de la Via dei Georgofili qui a causé la mort de cinq personnes et qui a également endommagé la Galerie des Offices proche. La tour a été reconstruite mais il a été décidé d'utiliser des matériaux différents pour les parties refaites en mémoire de l'évènement. Un olivier a été planté symboliquement en signe de paix devant la tour.

## Sources
- (en) Cet article est partiellement ou en totalité issu de l’article de Wikipédia en anglais intitulé « Torre dei Pulci » (voir la liste des auteurs).